# Time Crisis II
Time Crisis II es un videojuego de arcade de pistolas de luz y la segunda entrega de la serie Time Crisis de Namco, que presenta el modo multijugador cooperativo a la franquicia. Se lanzó por primera vez en salas de juego en marzo de 1997, con un puerto mejorado lanzado en PlayStation 2 en octubre de 2001, incluido con el controlador GunCon 2 (G-Con 2 en Europa). Los puertos para PlayStation original y Sega Dreamcast estaban en desarrollo, pero se cancelaron y nunca se lanzaron.

## Gameplay

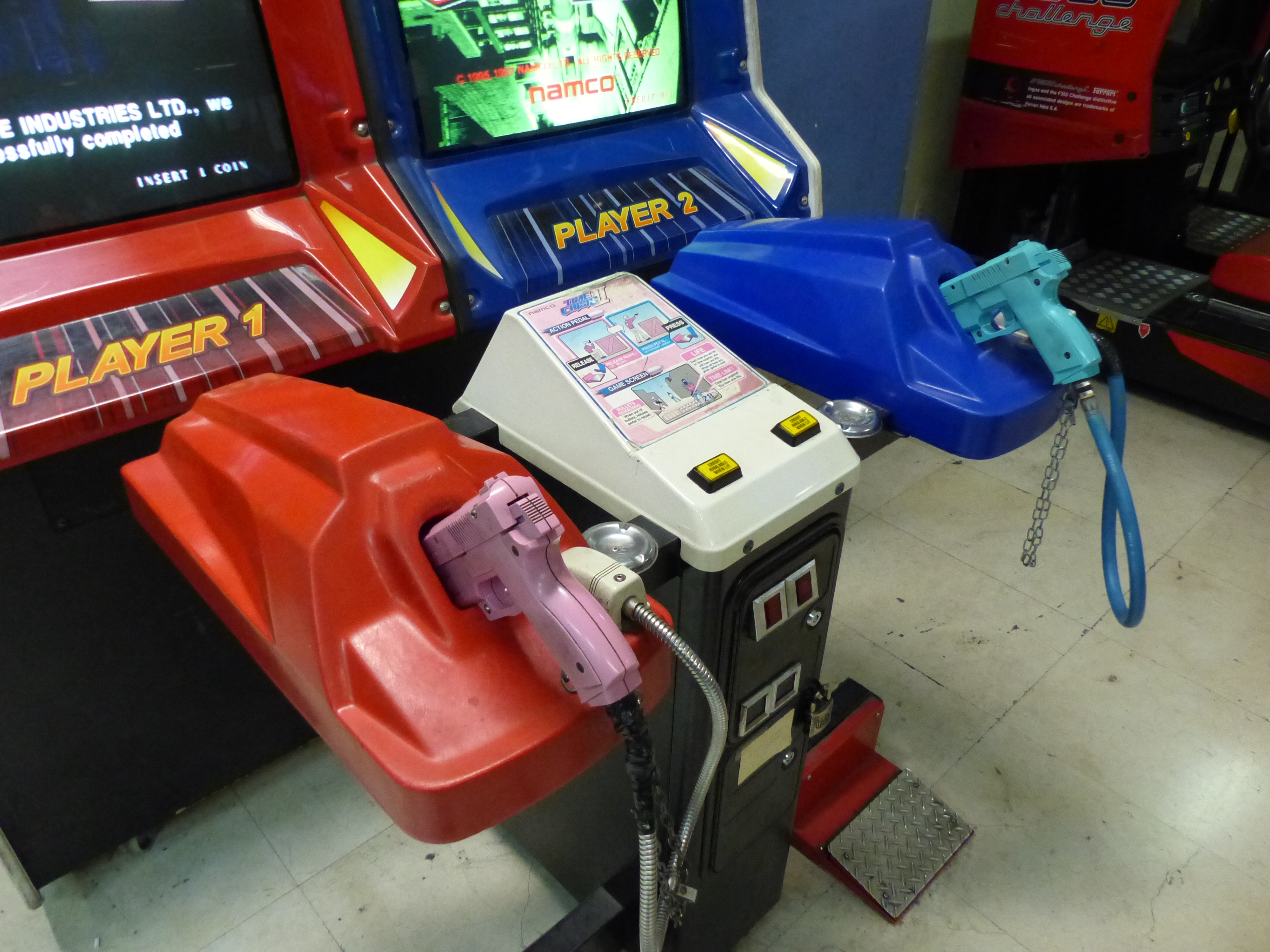
Pistolas de Time Crisis II

Time Crisis II fue lanzado utilizando la placa arcade System 23 de Namco en 1997, y fue trasladado a PlayStation 2 (con gráficos mejorados y texturas de polígonos) en 2001. El juego utiliza el sistema de pedal, al igual que Time Crisis, donde los jugadores pueden disparar u ocultarse del fuego enemigo. Una modificación en el sistema y ocultar ataque fue el sistema de "crisis de flash" que alerta a los jugadores si es o no el ataque del enemigo causaría un golpe directo, una característica no está presente en su primer antecesor, Time Crisis. Al presionar el pedal, el jugador sale de su escondite y puede disparar a los enemigos. Al soltar el pedal, el jugador se esconde para evitar balas críticas y recargar el arma, aunque el jugador no puede disparar mientras se esconde. Ciertas secciones del juego dan a los jugadores una ametralladora con munición ilimitada.
El jugador pierde una vida si es alcanzado por una bala crítica o un obstáculo y el juego termina cuando el jugador pierde todas las vidas. Los jugadores también pierden una vida si el límite de tiempo (que se repone después de que se despeja cada área) cae a cero (a diferencia del primer juego donde el agotamiento del tiempo resultó en un juego terminado). Los jugadores pueden continuar desde el punto de su posición actual, a diferencia de la versión de PlayStation de Time Crisis, que requería que los jugadores reiniciaran desde el comienzo de una sección.
Este fue el primer juego de Time Crisis que introdujo el juego cooperativo de dos jugadores al permitir que dos personas jueguen simultáneamente, permitiendo que cada jugador cubra al otro (en un solo jugador, la computadora controla al otro personaje). La versión arcade utilizaba gabinetes de conexión, lo que permitía a un jugador permitir que otro jugador se uniera, o jugar exclusivamente solo. La versión de PlayStation 2 presenta la funcionalidad de pantalla dividida o System Link, que requiere dos televisores, consolas y copias del juego y un cable iLink para usar. Los puntos se deducen por disparar al otro jugador, aunque ninguno de los jugadores perderá vidas como resultado. El mismo sistema se utiliza una vez más para los eventos Time Crisis 3 y Time Crisis 4.

## Trama
En 1997, NeoDyne Industries anuncia planes para una "Red StarLine" de 64 satélites que unificará las comunicaciones de todos los continentes. Sin embargo, el agente de V.S.S.E, Christy Ryan, descubre que el plan real de la compañía es lanzar un satélite nuclear experimental al espacio y venderlo al mejor postor. Mientras intenta escapar con una maleta llena de datos incriminatorios, queda expuesta y apenas logra escapar. El agente de NeoDyne, Jakov Kinisky, y sus tropas mercenarias siguen a Ryan hasta su refugio y la secuestran justo cuando llega una unidad de extracción V.S.S.E compuesta por los agentes Keith Martin y Robert Baxter. Persiguen a Kinisky hasta un canal, donde intenta escapar en una lancha rápida armada. Keith y Robert lo persiguen y obligan al barco a estrellarse, matando a Kinisky. Recuperan su caso y descubren que el satélite será transportado en tren a una estación rural.
Localizan el tren y lo alcanzan justo cuando llega una unidad aérea para recoger el satélite. El jefe de seguridad de NeoDyne, "Buff" Bryant, revela que arregló las cosas para que cualquier intento de destruir el satélite fuera en vano. Luego involucra a los agentes con su mayor fuerza. Finalmente logran derribar su helicóptero y destruir el tren. Cuando los mercenarios de NeoDyne llegan para confirmar sus muertes, los agentes los matan y usan su helicóptero para llegar al puerto espacial donde está programado el lanzamiento.
Llegan justo cuando el CEO de NeoDyne, Ernesto Díaz, se está preparando para lanzar un cohete que contiene el satélite. Díaz envía a Wild Dog, un exjefe del crimen que fue derrotado y mutilado (su brazo derecho ha sido reemplazado por una mini pistola protésica) por VSSE en el pasado en la Crisis del tiempo original, para mantenerlos ocupados mientras termina su trabajo. A pesar de las generosas cantidades de asistencia, Dog es derrotado y elige suicidarse con explosivos en lugar de rendirse. Díaz toma a Christy como rehén y se dirige a los controles de lanzamiento. Luego arroja a Christy a un lado, pero Robert la atrapa a tiempo. Los agentes se enfrentan a Díaz, quien inicia la secuencia de lanzamiento antes de activar el sistema de defensa de un prototipo de satélite para atacarlos. Con unos pocos segundos en el reloj, Keith y Robert destruyen el prototipo, enviando a Díaz a la muerte. Sin él para terminar la secuencia, el cohete funciona mal y explota. Robert y Keith son sacados del agua por Christy y luego extraídos por el VSSE justo cuando el resto del puerto espacial se incendia.

## Versión de PlayStation 2
La versión de PlayStation 2 del juego presentaba gráficos mejorados y escenas adicionales. Fue empaquetado con el periférico GunCon 2 lightgun, aunque también era compatible con el Original GunCon. Cuando se completaba suficientes veces, el jugador podía desbloquear armas alternativas, como una ametralladora o una escopeta, y tenía la opción de empuñar dos ametralladoras a la vez (con combinaciones de GunCon 2 y GunCon original posible). También hay un modo Crisis Mission, en el que los jugadores deben completar y realizar diversas tareas, incluido un duelo simulado contra Richard Miller, el protagonista principal del primer juego de Time Crisis. Los extras también incluyeron un modo de tiro de paloma de arcilla (que incluye un puerto del juego de arcade de tiro de arcilla con pistola de luz Shoot Away II de Namco) y un puerto virtual del juego de arcade mecánico, Quick & Crash.

## Recepción
El juego recibió críticas positivas después del lanzamiento. Edge otorgó a la versión arcade el premio a la Coin-Op of the Year 1998, por encima de Sega Rally 2 y Get Bass. Edge describe el modo de dos jugadores 'de pantalla separada' Time Crisis II ' como 'una de las formas más convincentes de juego cooperativo se haya visto en la sala de juegos.'  AllGame le dio una puntuación de cuatro estrellas y media de cinco.
Next Generation revisó la versión arcade del juego, calificándolo con cuatro estrellas de cinco, y declaró que "No es un hito tan grande como el primero, pero definitivamente es un juego excelente de Namco".
La versión de PlayStation 2 recibió críticas "favorables" según el sitio web de agregación de revisiones Metacritic.  En Japón, Famitsu le dio un puntaje de 32 sobre 40.